# اندیس رودخانه کرخه۵
رودخانه کرخه۵ یک اندیس فلزی است که در حوالی شهر دزفول استان خوزستان قرار دارد و مادهٔ معدنی موجود در آن، مس است.  